# Ixora mangabensis
Ixora mangabensis är en måreväxtart som beskrevs av Aug.Dc.. Ixora mangabensis ingår i släktet Ixora och familjen måreväxter. Inga underarter finns listade i Catalogue of Life.